# Lajos Portisch
Lajos Portisch (* 4. dubna 1937 Zalaegerszeg) je maďarský šachista. Pro svou precizní poziční hru byl srovnáván s Michailem Botvinnikem. Hrál za klub MTK Budapešť. Je držitelem ocenění Nemzet Sportolója a čestným občanem Budapešti. Vynikal také jako operní pěvec.
Na vrcholové úrovní začal hrát roku 1955, kdy skončil čtvrtý na mistrovství světa juniorů v šachu. V roce 1958 se poprvé stal mistrem Maďarska, celkem získal ve své kariéře devět národních titulů. Roku 1961 mu byl udělen titul velmistra. Šestkrát v kariéře se zúčastnil turnaje kandidátů, nejlepším výsledkem bylo semifinále v letech 1977 a 1980. Počátkem osmdesátých let byl na světovém žebříčku druhý za Anatolijem Karpovem. Vyhrál turnaje v Reggio nell'Emilia (1985 a 1994), Wijk am Zee (1972 a 1975), Las Palmas (1972) a Hastingsu (1971). Reprezentoval Maďarsko na dvaceti šachových olympiádách, v roce 1978 dovedl svůj tým z první šachovnice k celkovému vítězství. Také má tři stříbrné medaile z mistrovství Evropy v šachu družstev (1970, 1977, 1980). Byl nominován na Utkání století SSSR - svět v roce 1970, kde na třetí šachovnici porazil Viktora Korčného 2,5 : 1,5.
Šachistou byl také jeho mladší bratr Ferenc Portisch, který měl titul mezinárodního mistra.